# Federico Chueca
Federico Chueca y Robres (Madrid, 5 de maig de 1846 - 20 de juny de 1908), fou un compositor espanyol, conegut per ser l'autor de la sarsuela La Gran Via (1886) juntament amb Joaquín Valverde Durán. Chueca és un dels màxims representants del «género chico», subgènere de la sarsuela. Considerat popularment com a autodidacte, la seua intuïció i gràcia per a la melodia i el ritme compensen les seues imperfeccions tècniques, produint obres agradables i fresques.

## Biografia

### Inicis
Pío Estanislao Federico Chueca y Robres va nàixer a Madrid, a prop de la Plaza de la Villa, el dia 5 de maig de 1846, segon fill d'una família acomodada. Encara que se'l considera un músic autodidacte, va rebre classes de solfeig des de l'ensenyament primari, que va cursar en un selecte col·legi. De fet, el 1855 va sorprendre la seua facilitat d'execució al piano, que va ser comentada en la premsa de l'època. No obstant això, els intents de proporcionar-li una formació musical sòlida durant la infància no van reeixir i, després de superar amb dificultat els estudis de batxillerat i preparatori, va accedir al desig dels seus pares i va començar a cursar estudis de Medicina.
La nit del 10 d'abril de 1865, l'anomenada nit de Sant Daniel es va veure embolicat en els aldarulls estudiantils que protestaven contra el govern de Narváez i va ser empresonat durant dos dies. En aquest període va compondre i va memoritzar un conjunt de valsos amb el títol Laments d'un pres. Dos anys més tard, els va presentar a Francisco Asenjo Barbieri qui, com a organitzador i director dels Concerts Populars dels Camps Elisis, els va estrenar a partir del 9 de juny de 1867. El juliol d'aquell mateix any van morir els seus pares en una epidèmia de còlera.

### El «género chico»
Lliure d'imposicions familiars, Chueca va abandonar els estudis de Medicina i, als 22 anys, es va matricular en el Conservatori. Va cursar solfeig amb José Castellano, piano amb José Miró i harmonia amb José Aguado. Però, refractari de nou a les ensenyances reglades, amb prou feines va passar dels rudiments teòrics, encara que va adquirir certa preparació en solfeig i escriptura i més tècnica en el piano.
En un dels cafès-cantants, el Café Zaragoza de la plaça d'Antón Martín, va aconseguir treball com a pianista. En aquells anys van fer la seua aparició els cafès-teatre. El primer d'ells es va obrir en la Plaça del Carmen, i de seguida van proliferar per tot Madrid. El seu repertori estava constituït per obres de gènere dramàtic que, després de mutilacions, despropòsits, afegits i sobreactuacions d'actors aficionats, acabaven convertides en peces de gènere jocós. Així, el Traidor, inconfeso y mártir de José Zorrilla va passar a presentar-se com La venjança d'un mort i La condesa tonta y los judas corresponia en realitat a El tanto por cierto de López d'Ayala.
José Vallés, Juan José Luján, Antonio Riquelme i Ramón Mariscal, quatre d'aquells actors, van optar per dividir l'excessiva duració de les obres representades en els cafés-teatre (que a vegades es prolongaven fins a 4 i 5 hores) junt amb el preu de la localitat. Així, al setembre de 1867 es van inaugurar, en el teatre Recreo, les representacions d'obres en un únic acte que es prolongaven normalment durant una hora. La primera obra d'aquest teatre per hores va ser La mujer d'un artista, creació de Vallés.
D'ideari progressista, Federico Chueca va saludar l'entrada de Juan Prim a Madrid, a finals de 1869, amb un himne compost a instàncies dels seus companys de Conservatori. L'Himne al General Prim, assajat amb la banda del batalló de caçadors de Vergara, va ser interpretat davant del mateix Prim per la Banda del Colegio de San Bernardino en ple passeig del Prado.
En època de tanta inestabilitat política i commoció social, també es desenvolupava amb gran dinamisme l'activitat artística. Així es va produir la resurrecció del sainet amb l'estrena, el 31 de gener de 1870, dels Cuadros al fresco de Tomás Luceño. Chueca, per la seua banda, va abandonar el seu treball de pianista en el Café Zaragoza per a acceptar el lloc de director de l'orquestra del Teatro Variedades, on José Vallés prosseguia les representacions que havia iniciat en el Recreo. Havia iniciat ja una relació de camaraderia amb Joaquín Valverde i se sentia pupil de Barbieri.
L'estrena de El barberillo de Lavapiés, de Barbieri, es va produir el 19 de desembre de 1874 en el Teatro de la Zarzuela. I no només va suposar un nou impuls per a la sarsuela, sinó que a més obria el camí de la temàtica costumista, alternativa a les adaptacions d'obres italianes i franceses o a les obres originals inspirades en elles. Va ser el camí que va emprendre Ricardo de la Vega amb Providencias Judiciales (Teatro Variedades, 24 d'abril de 1875).
L'activitat teatral i musical, que durant els estius s'havia traslladat als Camps Elisis (més enllà de la Porta d'Alcalá) es va concentrar, per iniciativa de l'empresari Felipe Ducazcal, en els Jardins del Buen Retiro, on s'oferien concerts dos nits a la setmana i també sainets. Va ser ací on, el 25 d'agost de 1875, es va estrenar la peça breu El sobrino del difunto, amb llibret de Salvador Prieto i Enrique Lastra i música de Federico Chueca i Joaquín Valverde. En els dos anys següents, Chueca i Valverde van estrenar altres obres de similar format.

### Els èxits al Teatro Apolo
Després del seu matrimoni amb María Teresa Martín Vives, Chueca va centrar la seua activitat fins a 1885 en el Teatro Variedades. Va ocupar la direcció musical i va proporcionar a aquest teatre un conjunt de sis sainets lírics (vegeu la llista d'obres). Encara que predominaven els de temàtica taurina, altres centraven la seua trama en els usos, els costums i l'actualitat quotidiana. Així, en Vivitos y coleando es passava revista des de la política a la vida en la casa real, amb l'excusa d'un congrés de rius en què el Manzanares adquiria gran protagonisme, i en Hoy sale, hoy el tema era l'afició desmesurada a la loteria. El 23 de maig de 1885, Chueca va ser nomenat director musical del Teatre Apolo.
La mort d'Alfons XII, el 25 de novembre de 1885 es diria que va inaugurar una època de desgràcies nacionals i locals. D'elles, la sublevació de Cartagena del 9 de gener de 1886; l'assassinat del bisbe Narciso Martínez Izquierdo, el 18 d'abril del mateix any; el cicló del 12 de maig que va causar 24 morts i més de 500 ferits són només alguns exemples. La trobada casual de Chueca amb Felipe Pérez y González, autor teatral i periodista, està en l'origen d'una de les més famoses obres produïdes en el gènere xic: la revista cómico-lírica-fantástica-callejera en un acte i cinc quadres La Gran Vía. Es va estrenar en el aleshores recentment estrenat Teatre Felipe, construït per Ducazcal, el 2 de juliol de 1886. Amb direcció de Ricardo Miralles i escenografia de Busato, presentava el seu primer quadre el diàleg dels carrers cèntrics sobre la projectada obertura de la Gran Vía de Madrid. El segon quadre incloïa la participació de tipus extrets del dia a dia: lladregots i guàrdies i xicotes de servei entre d'altres. La resta de l'obra inclou la personificació de diversos monuments, edificis i llocs del Madrid de 1886. No tota la música de la Gran Via era original. Seguint el seu costum, Chueca va recuperar algunes composicions que conservava a manera d'apunts. Tot i això, l'èxit de l'obra va ser rotund i va arribar a aconseguir a Madrid més de 400 representacions consecutives en 4 temporades. Molts números d'aquesta revista han passat al patrimoni més popular i fins al nom d'un dels personatges, Menegilda, contracció d'Hermenegilda, queda en els diccionaris com a sinònim de xicota de servei.
A la Gran Vía va seguir un altre èxit de Chueca i Valverde. Encara que inicialment previst per al Teatre Apolo, perquè els seus tres actes d'extensió l'allunyaven del format xic, la mort de l'empresari Francesc Arderius va obligar els autors a recórrer novament a Ducazcal, el qual va imposar la reducció a dos actes. Aquesta vegada l'acció es basava en un llibre de Javier de Burgos, que situava en el Cadis ocupat de 1812 un embull amorós al mig d'una desfilada de tipus ben traçats i l'eufòria i fanfarroneria dels resistents contra les forces franceses. La partitura de Cádiz reutilitzava l'Himne a Prim en forma de marxa militar i incloïa les formes habituals de Chueca (cançons, cercaviles, romanços, jotes i tangos entre altres) aquesta vegada allunyades del purisme de les obres d'ambient madrileny.

### El reconeixement
L'última obra en què Chueca i Valverde van col·laborar va ser de Madrid a París, de 1889. Els motius de la separació no són clars, encara que la gelosia professional mútua podria estar en l'origen de la ruptura. Les següents obres de Chueca sempre van comptar amb la col·laboració d'orquestradors, arranjadors i harmonitzadors, encara que sense reconeixement públic. La col·laboració amb Ramos Carrión, Carlos Arniches i, sobretot, José Jackson, va donar lloc a obres de contingut social (El chaleco blanco, Los descamisados) i paròdia política (Las zapatillas, La corría de toros) tot i que la seua música continuava recollint la frescor dels aires populars de sempre. La tornada al purisme es va produir amb Agua, azucarillos y aguardiente, que continua sent considerada una de les grans obres del «género chico».
Pel seu primitiu Himne a Prim, la venda del qual s'havia arribat a anunciar en la Gaseta de Madrid (5 d'octubre de 1868) com a himne nacional, Chueca va rebre la creu de segona classe del Mèrit Naval i no van faltar intents de convertir el tema en un autèntic himne transformant la lletra que Javier de Burgos havia escrit per a Cádiz. El reconeixement cal interpretar-lo, no obstant, com a fruit de l'exaltació que van produir la campanyes colonials. Més durador va ser el reconeixement internacional, gràcies sobretot a La Gran Vía, estrenada en l'Olimpia de París el 25 de març de 1896 i després divulgada a Milà, Gènova i altres ciutats italianes, així com estrenada als Estats Units d'Amèrica i a molts països de l'Amèrica llatina.

### El declivi i el final
La mort de l'empresari Felipe Ducazcal, el 17 de febrer de 1894, va originar el tancament del Teatre Felipe i el traspàs de l'Apolo. Altres morts, com la de Ruperto Chapí, dos dies després de l'estrena de La verbena de la Paloma van ser sumant-se als factors que van propiciar el progressiu declivi del «género chico». Entre ells, l'aparició de les projeccions cinematogràfiques, l'arribada de l'òpera i les varietats, el cansament del públic després d'una mitjana de 150 estrenes anuals en el decenni més recent o el clima polític i social al voltant del canvi de segle. En els seus últims anys, Federico Chueca va semblar contagiar-se d'indolència i amb prou feines va produir noves obres. La vellesa o la falta de forces, els alifacs i el llarg patiment de la diabetis van anar diluint la seua figura artística. Encara va tenir temps de compondre un pasdoble en commemoració del centenari de l'alçament de 1808. Va morir en el seu domicili del número 104 el carrer d'Alcalá el 20 de juny de 1908, a l'una i quart de la vesprada.

## Obres
S'indica el títol, els autors del Llibret i la data de l'estrena. Llevat de cap altra indicació, la música és fruit de la col·laboració entre Federico Chueca i Joaquín Valverde.
- El sobrino del difunto. Llibret de Salvador Lastra i Enrique Prieto (25 d'agost de 1875)
- Tres ruinas artísticas. Lletra de Salvador Lastra (17 de juliol de 1876)
- ¡A los toros!. Llibret de Ricardo de la Vega (1 d'agost de 1877)
- Bonito país. Llibret de Luis Santana i José María Isern. Música de Federico Chueca, Joaquín Valverde Durán i Tomás Bretón (25 d'agost de 1875)
- Los barrios bajos. Llibret de Julio Nombela i José del Castillo (Teatro Apolo, 6 de febrer de 1878)
- La función de mi pueblo. Llibret de Ricardo de la Vega (Teatro de la Comedia, 26 de març de 1878)
- R.R.. Llibret de Mariano Barranco (Teatro de la Alhambra, 27 de març de 1880. El títolo correspon a les inicials de l'actor Ramón Rosell, que va estrenar l'obra.
- La canción de la Lola. Llibret de Ricardo de la Vega (Teatro de la Alhambra, 25 de maig de 1880). El títol original, La camisa de la Lola, extret d'una cançó popular, va ser canviat a sol·licitud de l'actor Emilio Mario qui, no obstant això, no va participar en l'estrena.
- Luces y sombras. Llibret de Salvador Lastra, Andrés Ruesga i Enrique Prieto. (Teatro Variedades, 1 de febrer de 1882).
- La Plaza de Antón Martín. Llibret de Salvador María Granés, Eusebio Sierra i Enrique Prieto. (Teatro Variedades, 24 de maig de 1882).
- Fiesta nacional. Llibret de Tomás Luceño i Javier de Burgos. (Teatro Variedades, 25 de novembre de 1882.
- De la noche a la mañana. Llibret de Salvador Lastra, Andrés Ruesga i Enrique Prieto. (Teatro Variedades, 4 de desembre de 1883).
- ¡Hoy sale, hoy!. Llibret de Tomás Luceño i Javier de Burgos. Música de Federico Chueca i Francisco Asenjo Barbieri. (Teatro Variedades, 16 de gener de 1884).
- Vivitos i coleando. Llibret de Salvador Lastra, Andrés Ruesga i Enrique Prieto. (Teatro Variedades, 15 de març de 1884.
- Caramelo. Llibret de Javier de Burgos. (Teatro Eslava, 19 d'octubre de 1884.
- Así en la tierra como en el cielo. Llibret de Salvador Lastra, Andrés Ruesga i Enrique Prieto. (Teatro Variedades, 14 de març de 1885.
- La Gran Vía. Llibret de Felipe Pérez y González. (Teatro Felipe, 2 de juliol de 1886)
- Cádiz. Llibret de Javier de Burgos. (Teatro Felipe, 20 de novembre de 1886)
- Madrid-Barcelona. Llibret d'Eloi Perillán i Buxó. (Teatro Principal, 11 de febrer de 1888).
- El año pasado por agua. Llibret de Ricardo de la Vega. (Teatro Apolo, 1 de març de 1889).
- De Madrid a París. Llibret d'Eusebio Sierra i José Jackson. (Teatro Felipe, 12 de juliol de 1889).
- El arca de Noé. Música de Federico Chueca. Llibret d'Enrique Prieto i Andrés Ruesga, i arranjada per Mariano Taberner y Velasco.[1] (Teatro de la Zarzuela, 6 de febrer de 1890).
- El chaleco blanco. Música de Federico Chueca. Llibret de Miguel Ramos Carrión i arranjament de Mariano Taberner y Velasco.[1] (Teatro Felipe, 26 de juny de 1890).
- La caza del oso o el tendero de comestibles. Música de Federico Chueca. Llibret de José Jackson i Eusebio Sierra. (Teatro Apolo, 6 de març de 1891).
- El cofre misterioso. Música de Federico Chueca. Llibret de Pina Domínguez. (Teatro Apolo, 26 de novembre de 1892).
- Los descamisados. Música de Federico Chueca. Llibret de Carlos Arniches i José López Silva. (Teatro Apolo, 31 d'octubre de 1893).
- Las zapatillas. Música de Federico Chueca. Llibret de José Jackson. (Teatro Apolo, 5 de desembre de 1895).
- El coche correo. Música de Federico Chueca. Llibret de José López Silva i Carlos Arniches. (Teatro Apolo, 4 d'abril de 1896).
- Agua, azucarillos y aguardiente. Música de Federico Chueca. Llibret de Miguel Ramos Carrión. (Teatro Apolo, 23 de juny de 1897).
- Los arrastraos. Música de Federico Chueca. Llibret de José López Silva i José Jackson. (Teatro Apolo, 27 de maig de 1899).
- La alegría de la huerta. Música de Federico Chueca. Llibret d'Antonio Paso i Enrique García Alvarez. (Teatro Eslava, 20 de gener de 1900).
- El bateo (El bateig). Música de Federico Chueca. Llibret d'Antonio Paso i Antonio Domínguez. (Teatro de la Zarzuela, 7 de novembre de 1901).
- La corría de toros. Música de Federico Chueca. Llibret d'Antonio Paso i Diego Jiménez Prieto. (Teatro Eslava, 15 de desembre de 1902).
- La borracha. Música de Federico Chueca. Llibret de José Jackson i José López Silva. (Teatro Moderno, 10 d'octubre de 1904).